# لیناردو آلمیدا سیلوا
لیناردو آلمیدا سیلوا (به پرتغالی: Leandro Almeida da Silva) مدافع اهل برزیل است که در شهر بلو هوریزونته و در تاریخ ۱۴ مارس ۱۹۸۷ به دنیا آمده‌است.
لیناردو آلمیدا سیلوا در تیم‌های فوتبال اتلتیکو مینیرو سابقهٔ حضور دارد.